# Krzysztof Maksymiuk
Krzysztof Jan Maksymiuk (ur. 26 października 1955 w Zamościu) – polski polityk, poseł na Sejm PRL IX kadencji.

## Życiorys
W 1981 uzyskał tytuł zawodowy magistra inżyniera organizacji i zarządzania przemysłowego na Wydziale Organizacji i Zarządzania Akademii Górniczo-Hutniczej w Krakowie. W tym samym roku podjął pracę w Zespole Szkół Zawodowych Ministerstwa Leśnictwa i Przemysłu Drzewnego w Biłgoraju. W 1984 objął funkcję kierownika działu organizacji i zarządzania w Przedsiębiorstwie Gospodarki Komunalnej i Mieszkaniowej w Biłgoraju. Działał także w Związku Harcerstwa Polskiego oraz w Związku Socjalistycznej Młodzieży Polskiej (zasiadał w Radzie Młodzieży Robotniczej przy zarządzie głównym ZSMP). W 1985 uzyskał mandat posła na Sejm PRL IX kadencji. Reprezentował okręg Zamość, był posłem bezpartyjnym. Zasiadał w Komisji Administracji, Spraw Wewnętrznych i Wymiaru Sprawiedliwości, Komisji Spraw Zagranicznych oraz w Komisji Nadzwyczajnej do rozpatrzenia projektu ustawy o zmianie Konstytucji Polskiej Rzeczypospolitej Ludowej.
W latach 1994–1998 zasiadał w radzie miasta Biłgoraja. Właściciel tamtejszego Przedsiębiorstwa Usługowo-Handlowego „Monteco”.